# Grilletta

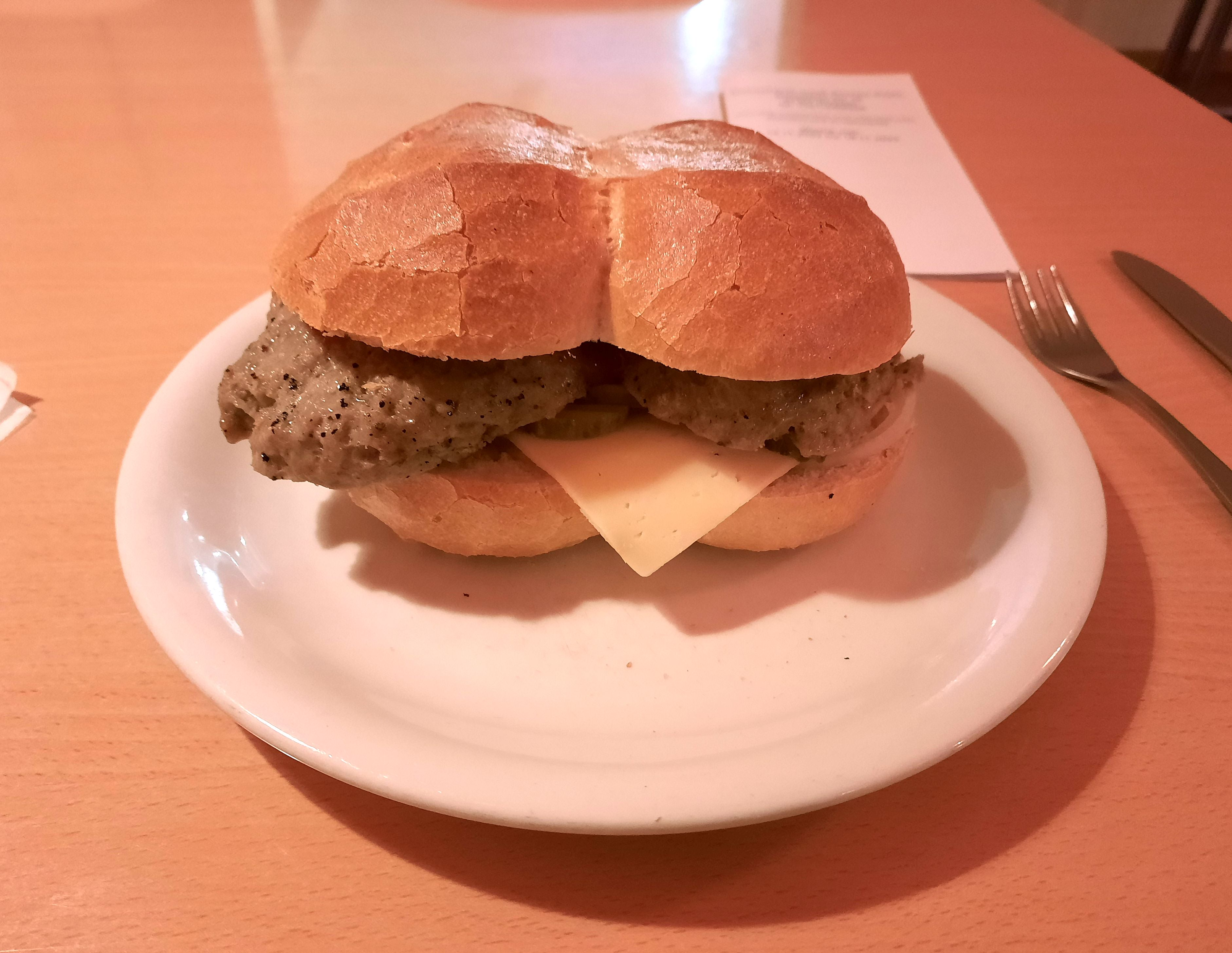
In einem Dresdner Imbiss zubereitete Grillette (2022)

Die Grilletta,  auch Grillette (Mehrzahl: Grilletten), ist eine aus der Küche der Deutschen Demokratischen Republik hervorgegangene Variante des Hamburgers. Auch die zugehörigen Imbissstände und -gaststätten, an oder in denen sie verkauft wurden, hießen in der DDR oft Grilletta.
Zur Zubereitung wird ein rundes oder ovales Brötchen (anders als beim Hamburger mit knuspriger Kruste) aufgeschnitten, an den Schnittflächen angewärmt, eine Grillette (Boulette) aus Schweinefleisch eingelegt und Chutney oder Ketchup hinzugefügt. Käse, Zwiebeln und Gurken z. B. gehörten nach Wahl ebenfalls dazu.
Entwickelt wurde die Grilletta, wie auch die Ketwurst, 1979 vom Rationalisierungs- und Forschungszentrum Gaststätten in Berlin. Die erste Berliner Gaststätte „Grilletta“ eröffnete im Mai 1979 in der Schönhauser Allee. Später gab es noch weitere Grilletta-Gaststätten am Alexanderplatz und im Nikolaiviertel. Die Grilletta wurde jedoch auch in anderen Städten der DDR angeboten. Die speziellen Grillettabrötchen wurden für Berlin vom Kombinat Bako hergestellt. Sie wurden gemeinsam von der Gastronomie und Bako entwickelt.
Zur Grilletta hat man an den Imbissständen ein süßsaures Chutney verwendet, welches man auch in den Selbstbedienungs-Gaststätten, zum Beispiel in den Berliner Rathauspassagen, nach Kalkulationsvorgabe der HO selbst zubereitet hat.

## Medien
- Broiler, Ketwurst und Grilletta, Dokumentarfilm, MDR 2003